# 東羅徹斯特 (紐約州)
東羅徹斯特（英語：East Rochester）是一個位於美國紐約州門羅縣的鎮。

## 人口
根據2020年美國人口普查的數據，東羅徹斯特的面積為3.42平方千米，當中陸地面積為3.41平方千米，而水域面積為0.01平方千米。當地共有人口6334人，而人口密度為每平方千米1,852人。